# Governo provvisorio della Repubblica di Polonia
Il Governo Provvisorio della Repubblica di Polonia (in polacco Rząd Tymczasowy Rzeczypospolitej Polskiej o RTRP) fu creato dal Consiglio Nazionale di Stato nella notte del 31 dicembre 1944.

## Situazione
Il Governo Provvisorio della Polonia fu creato per prendere il posto del precedente corpo governativo, il Comitato Polacco di Liberazione Nazionale (Polski Komitet Wyzwolenia Narodowego o PKWN). A causa della sua sede a Lublino, il PKWN era anche noto come "Comitato di Lublino". L'istituzione del RTRP fu un passo importante nel rafforzamento del controllo del Partito dei Lavoratori Polacchi e dell'Unione Sovietica in Polonia.

## La creazione del Governo
Il 1º gennaio 1945 il Comitato Polacco di Liberazione Nazionale divenne il Governo Provvisorio della Repubblica di Polonia. A Londra, il governo in esilio della Polonia protestò: fu scritta una dichiarazione secondo la quale l'Unione Sovietica aveva "preso il controllo dei diritti politici sovrani della nazione polacca". I governi di Winston Churchill e Franklin D. Roosevelt protestarono allo stesso modo, ma non intrapresero alcuna azione al riguardo.
Il Governo Provvisorio non riconobbe il governo in esilio della Polonia e si autoproclamò governo legittimo della Polonia. Inizialmente, il RTRP fu ufficialmente riconosciuto solo dall'URSS. Prima della Conferenza di Jalta, comunque, Iosif Stalin portò l'attenzione degli Alleati sul fatto che la Polonia era sotto controllo sovietico e che egli intendeva lasciarcela. Al Governo Provvisorio fu assegnato il controllo dei territori polacchi conquistati dall'Armata Rossa durante la sua avanzata verso ovest.
Il RTRP era presieduto dall'ex Primo Ministro del PKWN Edward Osóbka-Morawski. I Vice Primi Ministri erano Władysław Gomułka del Partito dei Lavoratori Polacchi  (PPR, sigla di Polska Partia Robotnicza) e Stanisław Janusz del partito Stronnictwo Ludowe. Il Ministro della Difesa era Michał Rola-Żymierski, mentre quello della Sicurezza era Stanisław Radkiewicz.
Il PPR dichiarò che il RTRP avrebbe dovuto essere una coalizione, ma nella pratica i posti chiave erano controllati dal PPR. Il controllo semi-ufficiale del RTRP era esercitato dal generale sovietico Ivan Sierov. Alcuni polacchi comunisti, come Władysław Gomułka e Edward Ochab, si opposero all'eccessivo controllo sovietico. Tuttavia, non poterono fare molto per cambiare lo status quo.
Il 18 gennaio il RTRP cambiò sede da Lublino a Varsavia.
Dal 30 gennaio al 2 febbraio i capi del governo dell'Unione Sovietica, del Regno Unito e degli Stati Uniti — Iosif Stalin, Winston Churchill, Franklin D. Roosevelt, rispettivamente — affrontarono le discussioni preliminari della Conferenza di Jalta a Malta.
Dal 4 febbraio al 12 febbraio i capi di governo degli USA, del Regno Unito e dell'URSS si riunirono alla Conferenza di Jalta in Crimea. Presso Jalta, fu sviluppata la seguente "Dichiarazione Unita degli Alleati sulla Polonia":
Il 7 febbraio Churchill documentò la seguente discussione a Jalta:
A Varsavia il 21 aprile 1955 Polonia, Albania, Bulgaria, Cecoslovacchia, Repubblica Democratica Tedesca, Ungheria, Romania e Unione Sovietica siglarono il Trattato di Varsavia di Amicizia, Cooperazione e Mutua Assistenza, detto semplicemente Trattato di Varsavia. Oltre la fondazione di un'alleanza militare per contrastare la paura del blocco occidentale, questo trattato confermò il cambiamento dei confini polacchi e assegnò il controllo della sicurezza interna della Polonia all'URSS.
Il 23 aprile il diplomatico sovietico Vjačeslav Molotov si trovava a Washington; il presidente Harry S. Truman e il Dipartimento di Stato degli Stati Uniti si appellarono a Molotov per un compromesso sulla "questione polacca". Nello stesso giorno, il Primo Ministro del RTRP Edward Osóbka-Morawski annunciò in una conferenza stampa:

## Il Governo Provvisorio di Unità Nazionale sostituisce il RTRP
Il 28 giugno il Governo Provvisorio della Repubblica di Polonia fu trasformato nel Governo Provvisorio di Unità Nazionale (Tymczasowy Rząd Jedności Narodowej). Questa azione fu promessa da Stalin a Jalta e fu effettuata come gesto di buona volontà verso gli Alleati ed il governo in esilio della Polonia.